# ガンビア軍
ガンビア国軍（ガンビアこくぐん）は、ガンビアの軍隊である。

## 概要
ガンビア軍は陸軍を主として構成されている。
兵力は陸軍800名、海軍70名。

### データ
- 軍事予算 - 160万ドル(2006年)
- 兵役 - 志願制

## 歴史
創立は1965年で、その後1994年に2度のクーデター未遂があり、また2014年にもクーデター未遂があった。

## 組織・編制

### 陸軍
編制は以下の通り。
- 歩兵大隊×2
- 工兵中隊×1
- 大統領警護中隊×1

### 海軍
所属艦艇についてはガンビア海軍艦艇一覧を参照のこと。
基地はバンジュールに有る。

### 空軍
空軍新設計画があるものの、進展していない模様である。
このため、ガンビア軍の保有する航空機は、陸軍の指揮下に置かれているとみられる。部隊編成など詳細は不明。
バンジュール国際空港に以下の航空機を保有している。全て非稼働ともいわれている。
- Su-25×1
- Il-62M×1
- AT-802A×2 - 農業機をCOIN機に改造したもの。